# ATC M – Váz- és izomrendszer
Az ATC M – Váz- és izomrendszer a gyógyszerek anatómiai, gyógyászati és kémiai osztályozási rendszerének (ATC) egyik fő csoportja.
| ATC M   | Váz- és izomrendszer                                     |
| ------- | -------------------------------------------------------- |
| ATC M01 | Gyulladásgátlók és reuma elleni készítmények             |
| ATC M02 | Ízületi- és izomfájdalmak kezelésének helyi készítményei |
| ATC M03 | Izomrelaxánsok                                           |
| ATC M04 | Köszvény elleni készítmények                             |
| ATC M05 | Csontbetegségek kezelésének gyógyszerei                  |
| ATC M09 | A váz- és izomrendszer betegségeinek egyéb gyógyszerei   |